# Toodee and Topdee
『Toodee and Topdee』（トゥーディー アンド トップディー）は、イスラエルのインディーゲームスタジオdietzribiが開発し2021年8月4日（日本時間では8月5日）に発売したステージクリア型アクションパズルゲーム。
日本のNintendo Switch版は『トゥーディーとトップディー』、Xbox One版およびXbox Series X/S版は『Toodee And Topdee』のタイトルで発売されている。

## 概要
サイドビュー（横視点）とトップビュー（見下ろし視点）が融合した世界を舞台に、トゥーディーとトップディーの2人が冒険する物語。各ステージでは、トゥーディーとトップディーの操作を切り替えながら進めていくが、トゥーディーの操作時にはサイドビューの2Dアクションゲーム形式に、トップディーの操作時にはトップビューのアクションパズル形式に変化し、それぞれの視点の特徴を生かしながらゴール地点であるポータルへの到達を目指すことになる。
本作のプロトタイプは、ゲームジャム「Ludum Dare 41」において「2つのまったく異なるジャンルを組み合わせる」というテーマのもとで3日間をかけて作成されたもので、これをプレイした人々から好意的なフィードバックを得たことから、しっかりとした内容の作品にしなくてはならないと考え、製品版の開発が進められた。

## システム
前述のように、トゥーディーとトップディーの操作を切り替えながら進めていき、ステージ内にあるポータルにトゥーディーとトップディーの両方が到達すればステージクリアとなる。また、一部ステージではボス戦が行われる。
トゥーディー、トップディーそれぞれの操作時の特徴は以下の通り。なお、一方のキャラクターの操作時には、もう一方のキャラクターは動画の一時停止のようにその場に留まる。また、本作は2人プレイに対応しており、この際には各プレイヤーが2体のいずれかの操作を担当するが、2体を同時に操作することはできず、交互に操作することになる。
- トゥーディー操作時
  - 視点がサイドビューになり、足場を歩いたりジャンプしたりして移動できる。
  - 下向きの重力が働いており、空中にいる敵や一部の物体が落下する。
  - トゥーディーがとげの地形に触れたり穴に落下したりするとミスになる。
- トップディー操作時
  - 視点がトップビューになり、トゥーディー操作時における背景部分を歩くことができる。
  - ステージ内にある箱を持ち上げて運ぶことができる。この箱は、トゥーディー操作時に空中に留まり、トゥーディーの足場などに利用できる。
  - 敵がトップディーをめがけて突進してくる。

各ステージに設定されている特別なクリア条件を達成するとテントウムシが手に入る。このテントウムシは3種類存在し、一定時間内にクリアすると赤色のテントウムシが、トゥーディーとトップディーの操作切り替え回数を一定数以内に収めてクリアすると青色のテントウムシが、そして一部ステージで敵を倒さずにクリアすると紫色のテントウムシが入手できる。テントウムシを一定数以上集めることにより、エンディング後に新たなステージがプレイ可能となる。

## 登場キャラクター
トゥーディー (Toodee) / トップディー (Topdee)
本作の主人公たち。
トゥーディーはサイドビューの世界に、トップディーはトップビューの世界に住んでいたが、突如異変が起きて世界が融合し出会うことになる。元の世界へ戻るため、2人で力を合わせながら冒険する。
アレフ (Aleph)
宇宙に数多くの世界と生命を創り出した存在。トゥーディーとトップディーもアレフにより創り出された。
すべての世界を安定させ危険にさらされないようにするため、「セミコロン」（「；」の形をした物体）を宇宙の中心に据える。
バグリ（Glitch）
アレフが思いがけず創り出してしまった生命体の総称。宇宙で問題を繰り返し引き起こしている。
一方、トゥーディーとトップディーの前に度々現れるバグリは2人に対して友好的で、様々なアドバイスを送る。
トゥードゥー (Toodoo)
アレフの補佐役。問題を起こすバグリの動向を調査し記録するため、アレフにより創り出された。
アレフが創造とバグリ修正の仕事をまもなく終えようという時、このままではアレフが自分を必要としなくなるのではないかと恐れてセミコロンを奪い、その結果、世界の均衡が崩れ、融合を招いてしまった。
セミコロンを取り返しに来る者を拒むため、世界の各地でアレフの創造物を守っていた守護者たちを汚染し、別の姿に変化させる。

## 評価
- The Alpha Beta Gamer Game of the Year Awards 2018 「Best Puzzle Design」受賞、「Game Jam Game of the Year」ノミネート[2]
- GameMaker Awards 2021 「Most Anticipated」ノミネート[3]